# 黃懿妃
端和懿妃，亦稱為黃懿妃（？—1492年1月21日），名不詳，指揮僉事黃瑄之女，武驤右衛正千戶黃忠之孫女。明朝明英宗朱祁鎮之懿妃。

## 生平
根據《含山縣志》的記載，端和懿妃黃氏出自黃忠家族。黃忠因其父黃思信的從征功績，襲承衛職。洪武年間，積累功勞，晉升為武德將軍。永樂四年（1406年），受明成祖朱棣誥命。宣德四年（1429年），黃忠跟隨明宣宗朱瞻基平定武定州、會州等地，晉升為武驤右衛正千戶，其後他的兒子黃瑄襲職。景泰元年（1450年），黃瑄因功晉升為世襲指揮僉事，其後黃瑄之子黃義襲職。天順七年（1463年），黃義改任為錦衣衛世襲指揮僉事，其子黃綱、孫子黃世勲、曾孫子黃繼文，皆世襲此職位。
黃氏的出生及入宮時間均待考，目前僅知她生前已被稱為「妃」，但無封號。天順八年正月十六日（1464年2月22日），明英宗病重，召皇太子朱見深及太監牛玉等人到病榻前，囑咐他們說殉葬不是古禮，仁者不忍，所以眾妃不必殉葬，並且吩咐他們要挑選好地方建造陵寢，錢皇后壽終之後與他合葬，惠妃劉氏的墳墓亦需遷來，以後諸妃依次祔葬。翌日，明英宗駕崩，黃氏等明英宗遺孀開始守寡生活，不需要殉葬。弘治四年十二月二十二日（1492年1月21日），「英廟妃黃氏」薨逝，明英宗的孫子明孝宗朱祐樘追贈黃氏為懿妃，輟朝一日，命「喪儀從簡」，墳壙就宸妃等墳園而營建，其餘禮儀按照楊安妃等人之例辦理。綜合《明實錄》的記載，弘治十三年二月去世的劉恭妃、弘治十三年六月去世的陳麗妃、弘治十六年七月去世的余充妃與弘治十七年五月去世的張成妃，皆依照黃懿妃之例辦理喪葬禮儀。黃氏有二字諡號「端和」，稱為端和懿妃。